# Mas'ud I
Rukn al-Dīn Masʿūd, anche Masʿud I o Mesud I (in arabo  ركن الدين مسعود‎?; turco I. Mesud; ... – 1156), fu sultano del sultanato turco di Rum dal 1116 al 1156. Apparteneva alla dinastia selgiuchide.
Il suo sultanato fu contraddistinto dalla vittoria selgiuchide ottenuta ai danni della compagine crociata di 20.000 uomini guidata dall'Imperatore germanico Corrado III. La battaglia di Dorylaeum dell'aprile del 1147 fu infatti favorevole alle sue armi e i crociati tedeschi persero sul campo ben 18.000 uomini, costringendo Corrado III a tornare sui suoi passi e a unire ciò che restava dei suoi guerrieri alle forze del re francese Luigi VII.
Alla sua morte, nel 1156, scoppiò una guerra civile tra i figli per conquistare il trono, e di ciò approfittò l'Imperatore bizantino Manuele I Comneno (1143-1180), per sottrarre ai turchi Selgiuchidi alcuni loro territori.
La guerra civile fu vinta dal figlio Qilij Arslan II (1156-1190).

## Media
- Uyanış: Büyük Selçuklu - serie TV del 2021